# Britannia Bridge

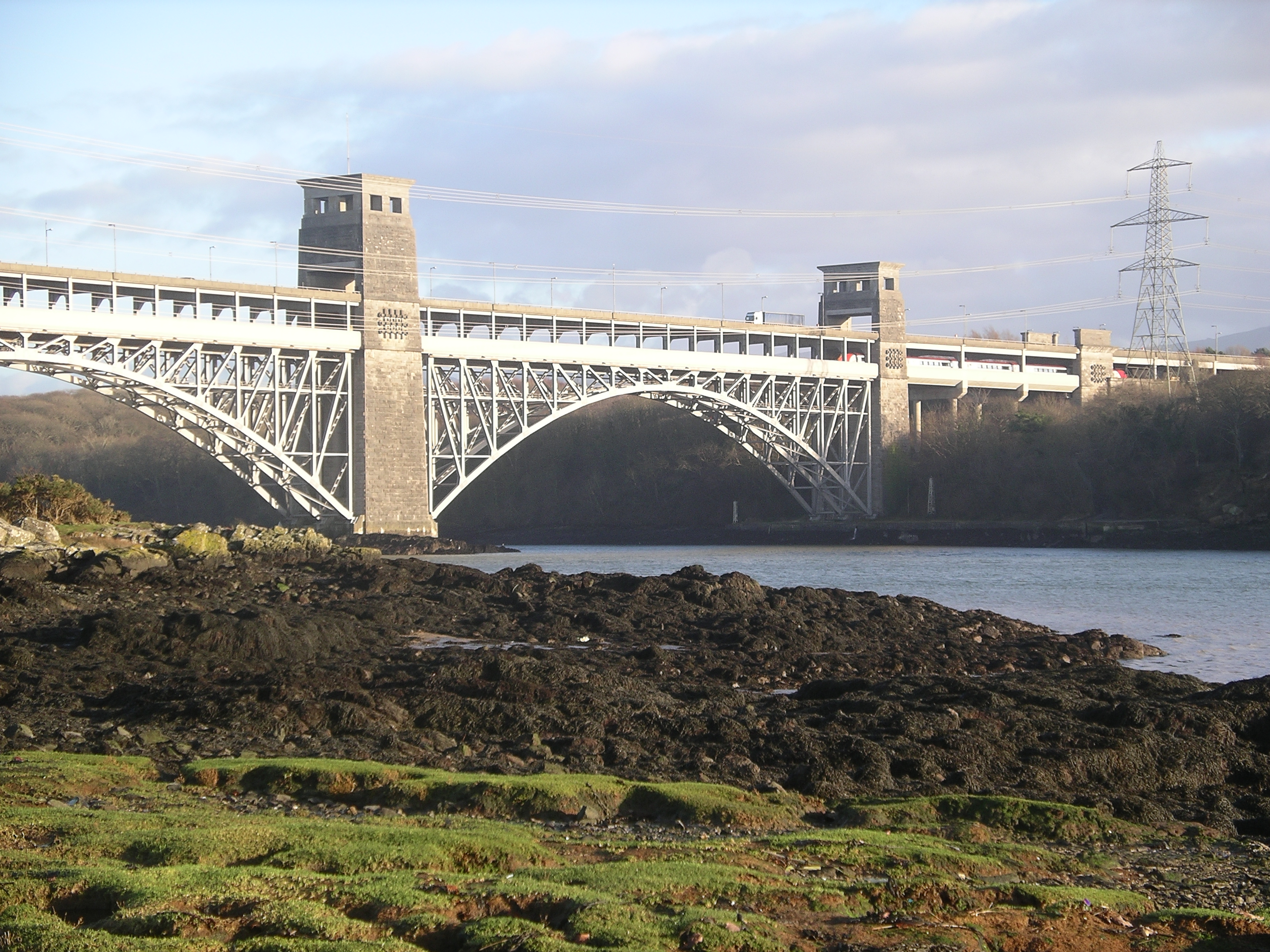
Britannia Bridge

Britannia Bridge (kymriska: Pont Britannia) är en bro som löper över Menai Strait mellan ön Anglesey och Wales fastland. Den var ursprungligen endast för järnvägstrafik, medan vägtrafiken gick över den närbelägna Menai Suspension Bridge. Bron konstruerades och byggdes 1846–1850 av Robert Stephenson som en "rörbro", där spåret gick inne i en rörliknande låda. Denna bro förstördes vid en brand 1970 och ersattes 1970–1972 av en bågbro med fackverk, som delvis utnyttjar den gamla brons fundament. På den nya bron går väg och järnväg på skilda plan.